# Cryphia sabulosa
Cryphia sabulosa là một loài bướm đêm trong họ Noctuidae.